# Octopus tetricus
Octopus tetricus är en bläckfiskart som beskrevs av Gould 1852. Octopus tetricus ingår i släktet Octopus och familjen Octopodidae. Inga underarter finns listade i Catalogue of Life.